# Wąkczew
Wąkczew – wieś w Polsce położona w województwie łódzkim, w powiecie łęczyckim, w gminie Łęczyca.
| SIMC    | Nazwa           | Rodzaj    |
| ------- | --------------- | --------- |
| 0570513 | Helenów         | część wsi |
| 0570520 | Wąkczew-Kolonia | część wsi |
| 0570536 | Wąkczew-Parcele | część wsi |

W latach 1975–1998 miejscowość administracyjnie należała do województwa płockiego.